# Rubinho Barsotti
Rubens Alberto Barsotti, mais conhecido como Rubinho Barsotti (São Paulo, 16 de outubro de 1932 — São Paulo, 15 de abril de 2020) foi um baterista e compositor brasileiro, que fundou e fez parte do Zimbo Trio.
Ao longo de sua trajetória, participou de trabalhos de Oscar Peterson e Joe Pass, Tommy Flanagan, Bem Tucker, Zoot Sims, Jay Migliori, Joe Romano, Roger Delillo, Herb Ellis, Gato Barbieri, Kenny Dorhan e Stan Getz, entre outros.

## Biografia

### Início
As irmãs de Rubinho Barsotti tocavam piano, e quando Rubinho tinha um ano e meio ou dois, seu pai, Alberto Primo Barsotti, trouxe uma orquestra para a festa de casamento de uma delas. No dia seguinte, Rubinho desceu até o porão onde o baterista contratado havia deixado seus instrumentos, e começou a mexer e desmontar tudo. Este foi seu primeiro contato com a bateria.
Outras influências musicais significativas foram as orquestras da década de 1950, que ouvia em sua adolescência nos bailes, como a de Walter Guilherme, na qual inesperadamente, num certo dia, sem ter instrumento ou roupa adequada, foi convidado a substituir o baterista.
Começou a cursar a Faculdade de Direito, mas abandonou seus estudos em 1964 para dedicar-se à música.

### Carreira musical
Rubinho Barsotti foi sempre um autodidata. Iniciou sua carreira artística participando de canjas com outros bateristas. Trabalhou com o pianista e acordeonista belga Rudy Wharton, atuando em rádio, televisão, concertos e excursões por várias capitais brasileiras. 
Apresentou-se em bailes com os conjuntos de Robledo (pianista argentino), Walter Wanderley, Moacir Peixoto, Pedrinho Mattar e Pocito Perez, além da orquestra do maestro Enrico Simonetti. 
Participou de todos os festivais de jazz em São Paulo, ao lado de Wilson Curia, Heraldo do Monte e Luiz Chaves, e no Rio de Janeiro, com Izzio Gross, Moacir Peixoto e Dick Farney, tendo sido contemplado com o prêmio de Melhor Baterista no programa Em Tempo de Jazz. 
Em homenagem a George Gershwin, participou de gravações com Farney para o Jazz After Midnight e do primeiro Concerto de Jazz de São Paulo com o grupo de Moacir Peixoto. 
Gravou o disco Brazilian Jazz Quartet, ao lado de Moacir Peixoto (piano), Casé (saxofone) e Luiz Chaves (contrabaixo). 
Integrou o octeto do saxofonista Al Beleto (Orquestra de Woody Herman) para apresentações em São Paulo e a gravação do disco Beleto and His Brazilian Brothers, em 1958. No ano seguinte, tocou em Punta del Este, com o conjunto de Vadeco e Odilon. 
De volta ao Brasil, formou um grupo com Dick Farney e Chu Viana, para atuar no Claridge Hotel e no Farney's Bar. 
Em 1960, viajou para o Uruguai e a Argentina com o cantor Agostinho dos Santos. Em seu retorno, teve um breve convívio com o baterista Buddy Rich. 
Em 1961 participou de um noneto, apresentando-se em Montevidéu (Auditório Monte Carlo e Night Club Tabaris), em Punta del Este (Casino Nogaro) e em Buenos Aires (Feira Internacional). 
De 1960 a 1962, trabalhou com Pedrinho Mattar e Chu Viana, no programa Brasil 60 (TV Excelsior), comandado por Bibi Ferreira, além de ter atuado em um programa exclusivo denominado Trio. 
Em 1961 apresentou-se com Tommy Flanangan (piano), Ben Tucker (contrabaixo), Kenny Dorhan (trompete) e com os saxofonistas Zoot Sims e Al Cohn, que faziam parte do grupo American Jazz Festival. 
No ano seguinte participou, ao lado de Luiz Melo, Heraldo do Monte e Luiz Chaves, de uma temporada na Boite Djalma Ferreira, além de excursionar pelo Brasil com Luiz Chaves e César Camargo Mariano. 
Em 1963, convidado pelo pianista Fred Feld, viajou em turnê com Luís Chaves para Portillo (Chile). De volta ao Brasil, os dois instrumentistas passaram a tocar com o pianista Moacir Peixoto, na Boite Baiúca. 
Em 1964, formou, com Amilton Godói (piano) e Luís Chaves (contrabaixo), o Zimbo Trio. 
Em 1973, fundou, com os demais integrantes do Zimbo Trio a escola de música CLAM (Centro Livre de Aprendizagem Musical), onde desenvolveu um importante trabalho na formação de novos músicos como foi o caso do guitarrista, compositor e arranjador Claudio Celso, que, em 1972, aos 17 anos, passou a acompanhar o trio em turnê por todo o Brasil.

### Morte
Rubinho possuía Alzheimer e já havia se afastado do Zimbo Trio desde 2010 pelos problemas de saúde. Após sofrer uma queda na casa de repouso onde morava, foi submetido a uma operação no fêmur que apresentou complicações, às quais não resistiu, vindo a falecer no dia 15 de abril de 2020.

## Discografia
- Zimbo Trio (RGE/Som Livre, LP/1964, CD/2006)
- O Fino Do Fino - Elis Regina E Zimbo Trio" (CBD/Philips, LP/1965, CD/1994, CD/1998)
- Zimbo Trio – (Compacto Simples, RGE, CP/1965)
- Zimbo Trio (RGE/Sony, LP/1965, CD/2006)
- Zimbo Trio - Vol. 2 (RGE, LP/1966)
- Zimbo Trio - Vol. 3 (RGE, LP/1967)
- Elizeth Cardoso, Jacob do Bandolim, Zimbo Trio E Época de Ouro - Ao Vivo No Teatro João Caetano - 19-fev-'68 (MIS/Tartaruga(Japão)/Biscoito Fino, LP/1968, LP/1975, CD/1994, CD/2003)
- É Tempo De Samba - Zimbo Trio + Cordas (RGE, LP/1968)
- Zimbo Trio + Cordas – Vol. II (RGE, LP/1969)
- Decisão - Zimbo Trio + Metais (RGE/Som Livre, LP/1969, CD/2006)
- Elizeth E Zimbo Trio Balançam Na Sucata (Copacabana, LP/1969, CD/1992)
- É De Manhã - Elizeth Cardoso E Zimbo Trio (Copacabana, LP/1970)
- Strings And Brass Plays The Hits (Phonogram, LP/1971)
- Tristeza - Zimbo Trio (RGE/Premier, LP/1973)
- Opus Pop - Zimbo E Orquestra - Clássicos Com Bossa (Phonogram, LP/1972)
- Opus Pop no. 2 (Phonogram, LP/1973)
- Zimbo Trio - FM Stéreo (Phonogram, LP/1974)
- Zimbo (RGE, LP/1976)
- Fragmentos Inéditos Do Histórico Recital Realizado No Teatro João Caetano Em 19 De Fevereiro de 1968 - Elizeth Cardoso, Jacob do Bandolim, Zimbo Trio E Época de Ouro - vol. 3 (Museu da Imagem e do Som, LP/1977)
- Zimbo (CLAM - Continental, LP/1978)
- Zimbo Convida Sonny Stitt (CLAM - Continental, LP/1979)
- Zimbo Convida Sebastião Tapajós (CLAM, LP/1982)
- Zimbo Convida (CLAM, LP/1982)
- Trocando Em Miúdos A Tristeza Do Jeca (CLAM - Continental, LP/1983)
- Zimbo Interpreta Milton Nascimento (CLAM - Continental, LP/1986)
- Zimbo Trio E Tom - Tributo A Tom Jobim – Vol. 1 (CLAM, LP/1988)
- Zimbo Trio E As Crianças (CLAM, LP/1989)
- Clã Do CLAM (Movieplay, CD/1992)
- Instrumental No CCBB - Canhoto da Paraíba E Zimbo Trio (Tom Brasil, CD/1993)
- Aquarela Do Brasil (Movieplay, CD/1993)
- Entre Amigos - Claudya E Zimbo Trio (Movieplay CD/1994)
- Caminhos Cruzados - Zimbo Interpreta Tom Jobim (Movieplay CD/1995)
- Brasil Música - Série Música Viva - Zimbo Trio E Maurício Einhorn (Tom Brasil, CD/1996)
- Zimbo Trio (RGE, CD/1997)
- 35 Anos Ao Vivo (Movieplay, CD/1999)
- A Música Brasileira Deste Século Por Seus Autores E Intérpretes - Zimbo Trio (SESC-SP, CD/2001)
- Tributo A Elis Regina (Movieplay Music, CD/2003)
- Zimbo Ao Vivo (Eldorado, CD/2007)